# NGC 2427
NGC 2427 är en stavspiralgalax i stjärnbilden Akterskeppet, som upptäcktes den 1 mars 1835 av John Herschel. Den ligger på ett avstånd av cirka 35 miljoner ljusår från solsystemet, vilket, med tanke på dess skenbara dimensioner, innebär att NGC 2427 är cirka 50 000 ljusår i diameter.
NGC 2427 har en ljus kort stav och två huvudspiralarmar. Armarna är asymmetriska och har låg ytljusstyrka och har många knutar och HII-regioner, varav de största är ungefär en bågsekund breda. Den totala stjärnbildningstakten uppskattas till 1,1 solmassa per år. När staven observeras i H-alfa är den väldefinierad och smal och syns ungefär en bågminut lång över den galaktiska utbuktningen. Många svaga HII-regioner kan ses i galaxens inre och utsträckta östra skiva. Eftersom galaxen ligger nära det galaktiska planet och ses i hög lutning är det svårt att spåra spiralarmarna i H-alfa. Kärnan är mycket liten och svag och hyser en kärnstjärnhop som är 3,2 bågsekunder bred.
NGC 2427 ingår i en galaxgrupp som även omfattar galaxerna NGC 2502, ESO 208-G 021 och ESO 209-G 009.